# Godstow
Godstow ist ein Weiler an der Themse 4 Kilometer nordwestlich von Oxford. Hier stehen die Ruinen des Frauenklosters Godstow.

## Abtei
Die Benediktiner-Abtei Godstow wurde auf einer Insel zwischen Bächen gebaut, die in die Themse flossen. Sie wurde 1133 der Gründerin Edith, Witwe von Sir William Launceline, gegeben und aus regionalem Kalkstein gebaut. Die Maria und Johannes dem Täufer (St Mary and St John the Baptist) gewidmete Kirche wurde 1139 geweiht. Zwischen 1176 und 1188 wurde die Abtei mit Mitteln erweitert, die von König Heinrich II. kamen und mit der Abtei als Ort der Bestattung von Rosamund Clifford, seiner 1176 verstorbenen Mätresse zusammenhingen.
Heinrich II. und die Familie Clifford finanzierten ihr Grab im Chor der Abteikirche und dessen Unterhaltung. 1191, zwei Jahre nach Heinrichs Tod, wies Hugo von Lincoln, Bischof von Lincoln, der Rosamund Clifford als Prostituierte bezeichnete, die Entfernung des Grabes aus der Kirche an. Sie wurde auf den Friedhof der Nonnen umgebettet.
Die Abtei wurde 1539 im Rahmen der Auflösung der englischen Klöster geschlossen, das (neue) Grab von Rosamund Clifford zerstört.
Die Abtei bestand aus
- einem äußeren Hof mit einer Reihe von Gebäuden
- der Thomaskapelle, die vermutlich von den Bediensteten der Abtei genutzt wurde
- einer Priesterwohnung und einem Gästehaus
- den Gebäuden für die Nonnen
- Der Abteikirche mit Kreuzgang und zugehörigen Bauten

George Price Boyce besuchte und malte die Ruinen 1862.
George Owen baute die Abtei zu Godstow House um, das er und seine Familie bis 1645 bewohnten, als das Haus während des Englischen Bürgerkriegs schwer beschädigt wurde. Godstow House wurde fortan als Steinbruch genutzt.